# Liryka pośrednia
Liryka pośrednia – jeden z trzech rodzajów liryki (obok liryki bezpośredniej oraz liryki inwokacyjnej), w której uczucia oraz przeżycia są wyrażane pośrednio, np. poprzez opis pejzażu. Przykładem może tutaj być utwór Kazimierza Przerwy-Tetmajera – Widok ze Świnicy do Doliny Wierchcichej. Dominuje tam opis pejzażu, przez co utwór ten reprezentuje jednocześnie lirykę opisową.